# Мёрдок, Мюррей
Джон Мюррей Мёрдок (англ. John Murray Murdoch; 19 мая 1904, Лакхнау — 17 мая 2001, Джорджтаун) — канадский хоккеист, игравший на позиции левого нападающего, двукратный обладатель Кубка Стэнли в составе «Нью-Йорк Рейнджерс» (1928, 1933).

## Биография

### Игровая карьера
Отыграв на студенческом уровне за «Манитоба Байзонс», играл за команду «Виннипег Марунз», после чего перешёл в НХЛ. На протяжении 11 сезонов он играл в НХЛ за «Нью-Йорк Рейнджерс», с которым в 1928 и 1933 годах выиграл два Кубка Стэнли.
Его последним клубом в карьере стала «Филадельфия Рамблерс», в которой отыграв сезон завершил игровую карьеру, в возрасте 37 лет.

### Тренерская карьера
С 1938 по 1965 годы был главным тренером «Йелл Юниверсити», команды представляющий Йельский университет, с которым в 1940 и 1946 года выигрывал чемпионат Востока.

### Признание
В 1974 году получил Приз Лестера Патрика, премию, которую вручают за вклад внесённый в развитие хоккея в США.

### Смерть
Скончался 17 мая 2001 года на 97-м году жизни в американском Джорджтауне (Южная Каролина).